# Estônia nos Jogos Olímpicos de Verão de 2004
A Estônia competiu nos Jogos Olímpicos de Verão de 2004, em Atenas, na Grécia.

## Medalhistas
| Atleta       | Esporte | Evento                  | Medalha |
| ------------ | ------- | ----------------------- | ------- |
| Jüri Jaanson | Remo    | Skiff simples masculino | Prata   |

### Bronze
- Atletismo - Lançamento de disco masculino: Aleksander Tammert
- Judô - Peso pesado masculino (+ 100 kg): Indrek Pertelson

## Desempenho

### Remo
Masculino
| Equipe       | Evento        | Eliminatórias | Eliminatórias | Repescagem | Repescagem | Semifinal | Semifinal | Final   | Final                |
| Equipe       | Evento        | Tempo         | Posição       | Tempo      | Posição    | Tempo     | Posição   | Tempo   | Posição (Pos. final) |
| ------------ | ------------- | ------------- | ------------- | ---------- | ---------- | --------- | --------- | ------- | -------------------- |
| Jüri Jaanson | Skiff simples | 7m13s74       | 1º S A/B/C    | BYE        | BYE        | 6m47s36   | 1º FA     | 6m51s42 | Medalha de prata     |